# Étang de Pra Matau
L'étang de Pra Matau (ou Prat Matau) est un lac des Pyrénées situé dans le Haut-Salat, en Ariège.

## Toponymie
De "pré Matau" ?

## Géographie
Le petit étang de Pra Matau est situé à 2 136 m d'altitude sur la commune de Seix, au-dessus de Couflens sur la piste forestière (D703 puis GR10) qui mène, depuis le col de Pause, au port d'Aula, point de passage pédestre entre la France et l'Espagne. Il se situe juste sous le port d'Aula, à 700 m plus à l'est.